# 미래기획 2030
《미래기획 2030》은 KBS 1TV의 방영된 한국방송공사의 텔레비전 프로그램이며 2016년 9월 4일부터 2018년 5월 20일까지 방영되었다.

## 기획 의도
2030년 대한민국의 미래를 그려보고 더 나은 사회를 만들어 갈 수 있는 미래 비전을 제시하는 프로그램이다.

## 방송 시간
| 방송 채널 | 방송 기간                           | 방송 시간                      | 방송 분량 |
| --------- | ----------------------------------- | ------------------------------ | --------- |
| KBS 1TV   | 2016년 9월 4일 ~ 2017년 5월 14일    | 매주 일요일 오전 10:05 ~ 10:55 | 50분      |
| KBS 1TV   | 2017년 6월 4일 ~ 2017년 6월 18일    | 매주 일요일 밤 11:15 ~ 12:05   | 50분      |
| KBS 1TV   | 2017년 7월 2일 ~ 2017년 8월 20일    | 매주 일요일 밤 11:10 ~ 12:00   | 50분      |
| KBS 1TV   | 2018년 1월 21일                     | 매주 일요일 밤 11:10 ~ 12:00   | 50분      |
| KBS 1TV   | 2017년 9월 17일                     | 매주 일요일 밤 10:20 ~ 11:10   | 50분      |
| KBS 1TV   | 2018년 3월 4일 ~ 2018년 3월 11일    | 매주 일요일 밤 10:20 ~ 11:10   | 50분      |
| KBS 1TV   | 2018년 3월 25일                     | 매주 일요일 밤 10:20 ~ 11:10   | 50분      |
| KBS 1TV   | 2017년 9월 23일                     | 매주 토요일 밤 9:20 ~ 10:10    | 50분      |
| KBS 1TV   | 2017년 10월 1일                     | 매주 일요일 밤 10:50 ~ 11:40   | 50분      |
| KBS 1TV   | 2017년 10월 8일                     | 매주 일요일 밤 11:15 ~ 12:15   | 1시간     |
| KBS 1TV   | 2017년 10월 22일                    | 매주 일요일 밤 11:10 ~ 12:00   | 50분      |
| KBS 1TV   | 2018년 1월 21일                     | 매주 일요일 밤 11:10 ~ 12:00   | 50분      |
| KBS 1TV   | 2017년 10월 29일                    | 매주 일요일 밤 11:05 ~ 11:55   | 50분      |
| KBS 1TV   | 2017년 11월 12일 ~ 2017년 11월 26일 | 매주 일요일 밤 11:05 ~ 11:55   | 50분      |
| KBS 1TV   | 2017년 12월 17일                    | 매주 일요일 밤 11:05 ~ 11:55   | 50분      |
| KBS 1TV   | 2018년 1월 28일                     | 매주 일요일 밤 11:05 ~ 11:55   | 50분      |
| KBS 1TV   | 2017년 11월 5일                     | 매주 일요일 밤 11:25 ~ 12:15   | 50분      |
| KBS 1TV   | 2017년 12월 3일                     | 매주 일요일 밤 11:15 ~ 12:05   | 50분      |
| KBS 1TV   | 2018년 1월 7일                      | 매주 일요일 밤 11:15 ~ 12:05   | 50분      |
| KBS 1TV   | 2018년 1월 14일                     | 매주 일요일 밤 11:15 ~ 12:05   | 50분      |
| KBS 1TV   | 2017년 12월 10일                    | 매주 일요일 밤 11:00 ~ 11:50   | 50분      |
| KBS 1TV   | 2018년 2월 4일                      | 매주 일요일 밤 10:10 ~ 11:00   | 50분      |
| KBS 1TV   | 2018년 2월 25일                     | 매주 일요일 밤 11:40 ~ 12:30   | 50분      |
| KBS 1TV   | 2018년 3월 18일                     | 매주 일요일 밤 11:55 ~ 12:45   | 50분      |
| KBS 1TV   | 2018년 5월 20일                     | 일요일 밤 10:30 ~ 11:20        | 50분      |

## 에피소드 목록
| 회차   | 방송일    | 제목 (원제)                                                              |
| 2016년 | 2016년    | 2016년                                                                   |
| ------ | --------- | ------------------------------------------------------------------------ |
| 1회    | 9월 4일   | 계단으로 통(通)하다                                                      |
| 2회    | 9월 11일  | 바이오 산업의 블루오션, 균                                               |
| 3회    | 9월 25일  | 지역의 미래를 디자인하다                                                 |
| 4회    | 10월 2일  | 웰다잉의 조건, 호스피스                                                  |
| 5회    | 10월 16일 | 원조에서 상생으로 아프리카에 희망을 심다                                 |
| 6회    | 10월 23일 | 청소년 토크콘서트 드림고! Go! - 1부. 너의 꿈이 보여                      |
| 7회    | 10월 30일 | 청소년 토크콘서트 드림고! Go! - 2부. 내일을 향해 뛰어                    |
| 8회    | 11월 6일  | 4차 산업혁명, 경계를 무너뜨리다 - 1부. 초현실사회                        |
| 9회    | 11월 27일 | 4차 산업혁명, 경계를 무너뜨리다 - 2부. 인간의 뇌에 접속하라              |
| 10회   | 12월 4일  | 대한민국의 힘, 미래 인재를 키워라                                        |
| 11회   | 12월 11일 | 글로벌 무대로 떠난 청년들                                                |
| 12회   | 12월 18일 | 글로벌 무대로 떠난 청년들                                                |
| 2017년 |           |                                                                          |
| 13회   | 1월 22일  | 21세기 한국의 생존전략 "자연속에 돈이 있다"                              |
| 14회   | 2월 5일   | 초저출산시대 아이가 희망이다 - 1부. 저출산, 현실과 마주하라!             |
| 15회   | 2월 12일  | 초저출산시대 아이가 희망이다 - 2부. 함께 키우는 아이, 함께 커가는 미래   |
| 16회   | 2월 19일  | 신산업지도를 찾아서                                                      |
| 17회   | 2월 26일  | 신산업지도를 찾아서                                                      |
| 18회   | 4월 16일  | 관광두레                                                                 |
| 19회   | 4월 30일  | 제조업의 귀환, 4차 산업혁명 시대를 열다                                  |
| 20회   | 5월 14일  | 아이가 희망입니다                                                        |
| 21회   | 6월 4일   | 4차 산업혁명 시대의 교육 - 1부. 新과학인재를 키워라                      |
| 22회   | 6월 11일  | 4차 산업혁명 시대의 교육 - 2부. 요동치는 세계교육, 학생이 주도하게 하라  |
| 23회   | 6월 18일  | 4차 산업혁명 시대의 교육 - 3부. 미래 인재의 조건, 경쟁에서 협업으로      |
| 24회   | 7월 2일   | 100세 시대, 국민 건강을 설계하다 1부 - 건강할 권리를 찾다                |
| 25회   | 7월 9일   | 100세 시대, 국민 건강을 설계하다 2부 - 건강복지로 가는 길                |
| 26회   | 7월 16일  | 스마트그리드, 골든타임을 잡아라 1부 똑똑한 전기가 온다                   |
| 27회   | 7월 23일  | 스마트그리드, 골든타임을 잡아라 2부 전기, 스마트 세상을 열다             |
| 28회   | 7월 30일  | 물류산업, 미래와 접속하다                                                |
| 29회   | 8월 13일  | 중동에 부는 의료한류                                                     |
| 30회   | 8월 20일  | 현금 없는 세상, 금융 혁명이 시작된다                                     |
| 31회   | 9월 17일  | 건강한 미래, 밥상이 만든다                                               |
| 32회   | 9월 23일  | 초저출산시대, 아이가 희망이다 - 4부. 결혼 못하는 세대, 아이 안 낳는 세대 |
| 33회   | 10월 1일  | 당신의 옷이 달라진다! 패션 4차 산업혁명!                                 |
| 34회   | 10월 8일  | 코리아, 생명의 네트워크를 구축하다                                       |
| 35회   | 10월 15일 | 도시와 기업, 상생을 꿈꾸다                                               |
| 36회   | 10월 22일 | 길 밖의 세상으로 가다                                                    |
| 37회   | 10월 29일 | 기술강국을 꿈꾼다 대한민국                                               |
| 38회   | 11월 5일  | 착한 실험, 도시의 삶을 바꾼다                                            |
| 39회   | 11월 12일 | 기초과학이 미래다                                                        |
| 40회   | 11월 19일 | 에너지 프러슈머 시대                                                     |
| 41회   | 11월 26일 | 이유있는 경고항생제의 역습                                               |
| 42회   | 12월 3일  | 미래 환경의 열쇠! 자원 순환                                              |
| 43회   | 12월 10일 | 대한민국 말 산업, 新성장동력을 꿈꾸다                                    |
| 44회   | 12월 17일 | 대한민국 말 산업, 新성장동력을 꿈꾸다                                    |
| 45회   | 12월 24일 | 세상을 바꾸는 건축                                                       |
| 2018년 |           |                                                                          |
| 46회   | 1월 7일   | 4차 산업혁명 대학에서 길을 찾다 - 1부 미래는 어떤 인재를 원하는가        |
| 47회   | 1월 14일  | 4차 산업혁명 교육에서 길을 찾다 - 2부 36.5도의 과학, 삶의 질을 높이다    |
| 48회   | 1월 21일  | 4차 산업혁명 교육에서 길을 찾다 - 3부 사람을 위한 혁명                   |
| 49회   | 1월 28일  | 新과학인재가 미래다                                                      |
| 50회   | 2월 4일   | 농업의 재발견                                                            |
| 51회   | 2월 25일  | 골목상권, 공존의 길을 찾다                                               |
| 52회   | 3월 4일   | 콜드러시                                                                 |
| 53회   | 3월 11일  | 콜드러시                                                                 |
| 54회   | 3월 18일  | 보이지 않는 전쟁                                                         |
| 55회   | 3월 25일  | 신신업의 심장                                                            |
| 56회   | 5월 20일  | 미세먼지의 습격                                                          |